# 奇拉克卡尔
奇拉克卡尔（Chirakkal），是印度喀拉拉邦Kannur县的一个城镇。总人口43290（2001年）。

## 人口
该地2001年总人口43290人，其中男性20789人，女性22501人；0—6岁人口4953人，其中男2550人，女2403人；识字率83.74%，其中男性为85.38%，女性为82.24%。